# Saison 2009-2010 du Liverpool FC
Maillots
Chronologie
Saison précédente Saison suivante

## Effectif professionnel
| n° | Joueur             | Poste             | Naissance         | Nationalité sportive |
| -- | ------------------ | ----------------- | ----------------- | -------------------- |
| 1  | Diego Cavalieri    | Gardien           | 1er décembre 1982 | Brésil               |
| 25 | José Manuel Reina  | Gardien           | 31 août 1982      | Espagne              |
| 2  | Glen Johnson       | Défenseur latéral | 23 août 1984      | Angleterre           |
| 5  | Daniel Agger       | Défenseur central | 12 décembre 1984  | Danemark             |
| 12 | Fábio Aurélio      | Défenseur latéral | 24 septembre 1979 | Brésil               |
| 16 | Sotirios Kyrgiakos | Défenseur central | 4 juillet 1979    | Grèce                |
| 22 | Emiliano Insúa     | Défenseur latéral | 7 janvier 1989    | Argentine            |
| 23 | Jamie Carragher    | Défenseur central | 28 janvier 1978   | Angleterre           |
| 27 | Philipp Degen      | Défenseur latéral | 15 février 1983   | Suisse               |
| 32 | Stephen Darby      | Défenseur latéral | 6 octobre 1988    | Angleterre           |
| 34 | Martin Kelly       | Défenseur central | 27 avril 1990     | Angleterre           |
| 37 | Martin Škrtel      | Défenseur central | 15 décembre 1984  | Slovaquie            |
| 4  | Alberto Aquilani   | Milieu défensif   | 7 juillet 1984    | Italie               |
| 8  | Steven Gerrard     | Milieu offensif   | 30 mai 1980       | Angleterre           |
| 11 | Albert Riera       | Milieu offensif   | 15 avril 1982     | Espagne              |
| 15 | Yossi Benayoun     | Milieu offensif   | 5 mai 1980        | Israël               |
| 20 | Javier Mascherano  | Milieu défensif   | 8 juin 1984       | Argentine            |
| 21 | Lucas Leiva        | Milieu défensif   | 9 janvier 1987    | Brésil               |
| 28 | Damien Plessis     | Milieu défensif   | 5 mars 1988       | France               |
| 9  | Fernando Torres    | Attaquant         | 20 mars 1984      | Espagne              |
| 18 | Dirk Kuyt          | Attaquant         | 22 juillet 1980   | Pays-Bas             |
| 19 | Ryan Babel         | Attaquant         | 19 décembre 1986  | Pays-Bas             |
| 24 | David N'Gog        | Attaquant         | 1er avril 1989    | France               |
| 31 | Nabil El Zhar      | Attaquant         | 27 août 1986      | Maroc                |

## Transferts

### Été 2009
| Nom             | Nationalité | Transfert | Provenance/Destination | Division |
| Arrivées        |             |           |                        |          |
|                 |             |           |                        |          |
| Retours de prêt |             |           |                        |          |
| Départs         |             |           |                        |          |
|                 |             |           |                        |          |
| Prêts           |             |           |                        |          |
|                 |             |           |                        |          |

### Hiver 2010
| Nom             | Nationalité | Transfert   | Provenance/Destination | Division          |
| Arrivées        |             |             |                        |                   |
| Maxi Rodríguez  | Argentine   | 1 800 000 € | Atletico Madrid        | Première division |
| Retours de prêt |             |             |                        |                   |
| Départs         |             |             |                        |                   |
| Andreï Voronin  | Ukraine     | 2 000 000 £ | Dynamo Moscou          | Première division |
| Andrea Dossena  | Italie      | 5 000 000 € | SSC Naples             | Première division |
| Prêts           |             |             |                        |                   |
|                 |             |             |                        |                   |

## Résultats

### Matchs amicaux
| Date            | Adversaire            | Lieu | Score | Buteurs                                              | Public | Rapport |
| --------------- | --------------------- | ---- | ----- | ---------------------------------------------------- | ------ | ------- |
| 15 juillet 2009 | FC Saint-Gall         | Ext. | 0-0   | -                                                    | 20 000 |         |
| 19 juillet 2009 | Rapid Vienne          | Ext. | 0-1   | -                                                    | 50 000 |         |
| 22 juillet 2009 | Thaïlande             | Ext. | 1-1   | Babel 6e                                             | 55 000 |         |
| 26 juillet 2009 | Singapour             | Ext. | 5-0   | Voronine 45e, Riera 54e, Németh 73e, 83e, Torres 80e | 55 000 |         |
| 2 août 2009     | Espanyol de Barcelone | Ext. | 0-3   | -                                                    | 40 000 |         |
| 5 août 2009     | FC Lyn Oslo           | Ext. | 2-0   | Voronine 44e, N'Gog 59e                              |        |         |
| 8 août 2009     | Atlético de Madrid    | Dom. | 1-2   | Lucas Leiva 82e                                      | 44 102 |         |

### Championnat d'Angleterre
| Date              | Journée | Adversaire        | Lieu | Score | Buteurs                                           | Public | Place | Rapport |
| ----------------- | ------- | ----------------- | ---- | ----- | ------------------------------------------------- | ------ | ----- | ------- |
| 16 août 2009      | J01     | Tottenham         | Ext. | 2-1   | Gerrard 56e (pen.)                                | 25 935 | 12e   |         |
| 19 août 2009      | J02     | Stoke City        | Dom. | 4-0   | Torres 5e, Johnson 45e, Kuyt 78e, N'Gog 90+4e     | 44 318 | 4e    |         |
| 24 août 2009      | J03     | Aston Villa       | Dom. | 1-3   | Torres 72e                                        | 43 667 | 10e   |         |
| 29 août 2009      | J04     | Bolton Wanderers  | Ext. | 2-3   | Johnson 41e, Torres 57e, Gerrard 83e              | 23 284 | 7e    |         |
| 12 septembre 2009 | J05     | Burnley           | Dom. | 4-0   | Benayoun 27e, 61e, 82e, Kuyt 41e                  | 43 817 | 4e    |         |
| 19 septembre 2009 | J06     | West Ham          | Ext. | 2-3   | Torres 20e, 75e, Kuyt 41e                         | 34 658 | 3e    |         |
| 26 septembre 2009 | J07     | Hull City         | Dom. | 6-1   | Torres 12e, 28e, 47e, Gerrard 61e, Babel 88e, 90e | 44 392 | 3e    |         |
| 4 octobre 2009    | J08     | Chelsea           | Ext. | 2-0   | -                                                 | 41 732 | 5e    |         |
| 17 octobre 2009   | J09     | Sunderland        | Ext. | 1-0   | -                                                 | 47 327 | 8e    |         |
| 25 octobre 2009   | J10     | Manchester United | Dom. | 2-0   | Torres 65e, N'Gog 90+6e                           | 44 188 | 5e    |         |
| 31 octobre 2009   | J11     | Fulham            | Ext. | 3-1   | Torres 42e                                        | 25 700 | 5e    |         |
| 9 novembre 2009   | J12     | Birmingham City   | Dom. | 2-2   | N'Gog 13e, Gerrard 71e (pen.)                     | 42 560 | 7e    |         |
| 21 novembre 2009  | J13     | Manchester City   | Dom. | 2-2   | Škrtel 50e, Benayoun 77e                          | 44 164 | 7e    |         |
| 29 novembre 2009  | J14     | Everton           | Ext. | 0-2   | Yobo 12e (csc), Kuyt 80e                          |        | 7e    |         |
| 5 décembre 2009   | J15     | Blackburn         | Ext. | 0-0   |                                                   |        | 7e    |         |
| 13 décembre 2009  | J16     | Arsenal           | Dom. | 1-2   | Kuyt 41e                                          |        | 8e    |         |
| 16 décembre 2009  | J17     | Wigan Athletic    | Dom. | 2-1   | N'Gog 10e, Torres 79e                             |        | 6e    |         |
| 19 décembre 2009  | J18     | Portsmouth        | Ext. | 2-0   |                                                   |        | 8e    |         |
| 26 décembre 2009  | J19     | Wolverhampton     | Dom. | 2-0   | Gerrard 62e, Benayoun 70e                         |        | 8e    |         |
| 29 décembre 2009  | J20     | Aston Villa       | Ext. | 0-1   | Torres 90+3e                                      |        | 7e    |         |
| 16 janvier 2010   | J21     | Stoke City        | Ext. | 1-1   |                                                   |        | e     |         |
| 20 janvier 2010   | J22     | Tottenham         | Ext. | 2-0   | Dirk Kuyt 9e, 90e (pen.)                          |        | e     |         |
| 26 janvier 2010   | J23     | Wolverhampton     | Ext. | 0-0   |                                                   |        | e     |         |
| 30 janvier 2010   | J24     | Bolton            | Ext. | 2-0   | Dirk Kuyt 37e, Mark Davies 70e (csc)              |        | e     |         |

### Carling Cup
| Date              | Tour    | Adversaire   | Lieu | Score | Buteurs   | Public | Rapport |
| ----------------- | ------- | ------------ | ---- | ----- | --------- | ------ | ------- |
| 22 septembre 2009 | 3e tour | Leeds United | Ext. | 0-1   | N'Gog 66e | 38 168 | BBC     |
| 26 octobre 2009   | 4e tour | Arsenal FC   | Ext. | 2-1   | Insúa 26e | 60 004 | BBC     |

### Coupe d'Angleterre
| Date            | Tour    | Adversaire | Lieu | Score | Buteurs            | Public | Diffusion |
| --------------- | ------- | ---------- | ---- | ----- | ------------------ | ------ | --------- |
| 2 janvier 2010  | 3e tour | Reading    | Ext. | 1-1   | Gerrard 36e        | 23 656 |           |
| 13 janvier 2010 | 3e tour | Reading    | Dom. | 1-2   | Bertrand 45e (csc) |        |           |

### Ligue des champions
| Date              | Tour                         | Adversaire         | Lieu | Score | Buteurs      | Public | Rapport |
| ----------------- | ---------------------------- | ------------------ | ---- | ----- | ------------ | ------ | ------- |
| 16 septembre 2009 | Phase de poule - 1re journée | Debrecen VSC       | Dom. | 1-0   | Kuyt 45e     | 44 591 | UEFA    |
| 29 septembre 2009 | Phase de poule - 2e journée  | AC Fiorentina      | Ext. | 2-0   |              | 33 426 | UEFA    |
| 20 octobre 2009   | Phase de poule - 3e journée  | Olympique lyonnais | Dom. | 1-2   | Benayoun 41e | 41 562 | UEFA    |
| 4 novembre 2009   | Phase de poule - 4e journée  | Olympique lyonnais | Ext. | 1-1   | Babel 83e    | 39 180 | UEFA    |
| 24 novembre 2009  | Phase de poule - 5e journée  | Debrecen VSC       | Ext. | 0-1   | N'Gog 4e     | 41 500 | UEFA    |
| 9 décembre 2009   | Phase de poule - 6e journée  | AC Fiorentina      | Dom. | 1-2   | Benayoun 44e | 40 863 | UEFA    |

| Rang | Équipe             | Pts | J | G | N | P | Bp | Bc | Diff |
| ---- | ------------------ | --- | - | - | - | - | -- | -- | ---- |
| 1    | AC Fiorentina      | 15  | 6 | 5 | 0 | 1 | 14 | 7  | +7   |
| 2    | Olympique lyonnais | 13  | 6 | 4 | 1 | 1 | 12 | 3  | +9   |
| 3    | Liverpool FC       | 7   | 6 | 2 | 1 | 3 | 5  | 7  | -2   |
| 4    | Debrecen VSC       | 0   | 6 | 0 | 0 | 6 | 5  | 19 | -14  |

### Ligue Europa
| Date            | Tour                      | Adversaire         | Lieu | Score | Buteurs                                  | Public | Rapport |
| --------------- | ------------------------- | ------------------ | ---- | ----- | ---------------------------------------- | ------ | ------- |
| 18 février 2010 | Seizième de finale aller  | FC Unirea Urziceni | Dom. | 1-0   | N'Gog 81e                                |        |         |
| 25 février 2010 | Seizième de finale retour | FC Unirea Urziceni | Ext. | 1-3   | Mascherano 30e Babel 41e Gerrard 57e     |        |         |
| 11 mars 2010    | Huitième de finale aller  | LOSC               | Ext. | 1-0   |                                          |        |         |
| 18 mars 2010    | Huitième de finale retour | LOSC               | Dom. | 3-0   | Gerrard 9e (pen.), Torres 49e, 89e       |        |         |
| 1er avril 2010  | Quart de finale aller     | Benfica Lisbonne   | Ext. | 2-1   | Daniel Agger 9e                          |        |         |
| 8 avril 2009    | Quart de finale retour    | Benfica Lisbonne   | Dom. | 4-1   | Kuyt 27e, Lucas 34e, Torres 59e, 82e     |        |         |
| 22 avril 2010   | Demi-finale aller         | Atlético de Madrid | Ext. | 1-0   |                                          |        |         |
| 29 avril 2010   | Demi-finale retour        | Atlético de Madrid | Dom. | 2-1   | Alberto Aquilani 44e, Yossi Benayoun 95e |        |         |